# 2004年夏季残疾人奥林匹克运动会阿尔及利亚代表团
2004年夏季残疾人奥林匹克运动会阿尔及利亚代表团是阿尔及利亚派出的2004年夏季残疾人奥林匹克运动会代表团。获得6枚金牌、2枚银牌和5枚铜牌。